# Cristian Ferreira
Cristian Ezequiel Ferreira (Córdoba, 12 settembre 1999) è un calciatore argentino, centrocampista dell'Argentinos Juniors.

## Caratteristiche tecniche
È un centrocampista centrale.

## Carriera

### Club
Cresciuto nelle giovanili del River Plate, ha esordito in prima squadra il 29 ottobre 2017 in occasione del match di campionato perso 4-0 contro il Talleres (C).

### Nazionale
Nel 2019 ha realizzato un gol in 2 presenze con la maglia della nazionale argentina Under-20, con la quale ha partecipato al Mondiale di categoria.

## Statistiche

### Presenze e reti nei club
Statistiche aggiornate al 3 dicembre 2018.
| Stagione        | Squadra         | Campionato      | Campionato | Campionato | Coppe nazionali | Coppe nazionali | Coppe nazionali | Coppe continentali | Coppe continentali | Coppe continentali | Altre coppe | Altre coppe | Altre coppe | Totale | Totale | Totale |
| Stagione        | Squadra         | Comp            | Pres       | Reti       | Comp            | Pres            | Reti            | Comp               | Pres               | Reti               | Comp        | Pres        | Reti        | Pres   | Reti   |        |
| --------------- | --------------- | --------------- | ---------- | ---------- | --------------- | --------------- | --------------- | ------------------ | ------------------ | ------------------ | ----------- | ----------- | ----------- | ------ | ------ | ------ |
| 2017-2018       | River Plate     | PD              | 2          | 0          | CA              | 0               | 0               | CL                 | 0                  | 0                  |             | -           | -           | 2      | 0      |        |
| 2018-2019       | River Plate     | PD              | 4          | 0          | CA              | 3               | 0               | CL                 | 0                  | 0                  |             | -           | -           | 7      | 0      |        |
| Totale carriera | Totale carriera | Totale carriera | 6          | 0          |                 | 3               | 0               |                    | 0                  | 0                  |             | -           | -           | 9      | 0      |        |

## Palmarès

### Club

#### Competizioni nazionali
- Copa Argentina: 1

River Plate: 2018-2019

#### Competizioni internazionali
- Coppa Libertadores: 1

River Plate: 2018
- Recopa Sudamericana: 1

River Plate: 2019